# Parque Dom Pedro II
El Parque Dom Pedro II es un parque ubicado en el barrio de Sé, en el distrito homónimo, en la ciudad de São Paulo, Brasil. Se encuentra justo en la división entre el centro histórico y el barrio de Brás.

## Características

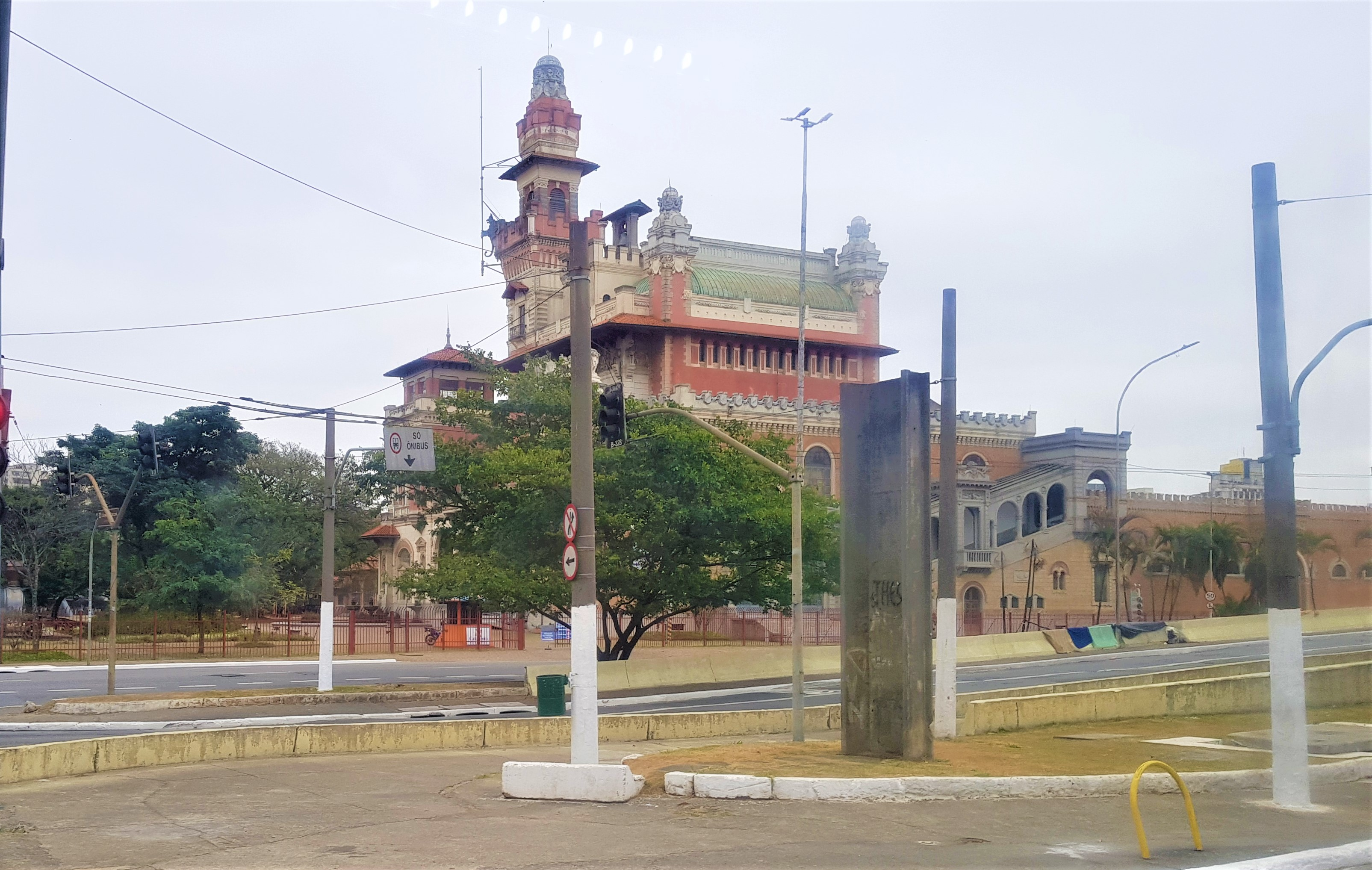
Palácio das Indústrias, ubicado en el Parque Dom Pedro II.

El parque está cruzado por cinco viaductos y por la Avenida do Estado manteniendo sólo la mitad del área verde que originalmente tenía en su inauguración. En su extensión se encuentra, el Terminal Parque Dom Pedro II, el de mayor movimiento de la ciudad que atiende a las regiones este, sureste y noreste de la ciudad), la estación Pedro II del metro de São Paulo y la Escuela Estadual São Paulo. Todo este movimiento da lugar a una de las mayores concentraciones de vendedores ambulantes en Sao Paulo.
La región también presenta gran cantidad de indigentes, delitos menores y consumidores de drogas en determinadas áreas por lo que el tránsito de peatones por los bosques y debajo de los viaductos es considerado poco seguro. Una de las áreas más problemáticas en términos de seguridad es el paso peatronal que separa el parque del Palácio das Indústrias -que recibió el sobrenombre de "Franja de Gaza"- donde los asaltantes se disfrazan de indigentes para atacar a los transeúntes. El área próxima al terminal de omnibuses tiene bastante movimiento y cuenta con una relativa presencia policial.

## Historia
El parque queda a menos de un kilómetro de la Praça da Sé, en un pedazo de la antigua Várzea do Carmo que solía inundarse por las crecidas del río Tamanduateí. Fue en la Várzea do Carmo que se jugó el primer partido reconocido de fútbol en territorio brasileño aunque no se sabe el lugar exacto. Según el periódico O Estado de S. Paulo, la leyenda cuenta que el predio del 2° Batallón de Guardias, ubicado en el parque, habría sido originalmente un regalo del emperador don Pedro I a la Marquesa de Santos, sirviendo como lugar para los encuentros de ambos.  Luego el lugar alojaría a la sede de una de las chacras de la Várzea do Carmo, el Seminario de las Educandas y el Hospicio de Alienados, a partir de 1930 a la Fuerza Pública y luego del Golpe Militar de 1964 fue ocupado por el Ejército. La región empezó a ser un depósito de basura por casi cinco años en la década de 1870, recuperándose luego por cuestiones sanitarias. Parte de la Várzea do Carmo se conectó a tierra a mitades del siglo XIX durante la rectificación del curso del río y dieron lugar a jardines y plazas.
Durante esa rectificación se creó la Isla de los Amores (en portugués: Ilha dos Amores,  una isla artificial que se ubicaba cerca de la actual rua 25 de marzo. Este islote ajardinado fue, entre las décadas de 1870 y 1880, uno de los principales puntos de esparcimiento de la ciudad en la que existían quioscos de venta de bebida y comida además de servicios higiénicos y espacio para descansar. Luego de varias inundaciones, la isla fue abandonada y dejó de existir en 1910 cuando se realizó la segunda rectificación del curso del río.
En 1922 se inauguró el proyecto del francés Joseph-Antoine Bouvard que, bello y arborizado, fue considerado el principal área de esparcimiento de la ciudad. El año anterior ya se había bautizado al área con el nombre del segundo emperador brasileño. En la década de 1940 se le añadió el "Parque Shangai", uno de los parques de diversiones con mayor movimiento de todo Brasil durante muchos años. Estuvo ubicado en la esquina de la Avenida do Estado con la rua da Mooca. El parque sería expropiado en noviembre de 1968 para dar lugar a los viaductos que hoy cruzan la zona. El concurso público para los trabajos preliminares para la "urbanización" del parque fue abierto el 3 de junio de aquel año, previéndose cinco viaductos, pavimentación de las pistas de la Avenida do Estado a lo largo del canal del río Tamanduateí y otras obras. La inauguración de la Avenida do Estado es considerada como el punto de inicio de la degradación del parque,  además de la construcción de los viaductos en los años 1960, que eliminaron gran parte del área verde del parque. La terminal de omnibuses, inaugurada en 1971, y la estación Pedro II del metro, que comenzaría a ser construida pocos años después, hicieron que el parque perdiera más áreas verdes. En 1980, el parque era, según palabras del periódico Folha de S. Paulo, "un sitio de obras del metro y de la canalización del río Tamanduateí, además de un terminal de omnibuses". Hoy, se trata de uno de los lugares con mayor movimiento de la ciudad ya que se constituyó como un lugar de paso, especialmente para quien transita entre el centro y la zona este, pero también es considerado "el área del centro más olvidada por el poder público desde la década de 1940.
El parque es constantemente usado como ejemplo de la devastación que sufrieron las áreas verdes en Sao Paulo para crear nuevas calles y avenidas o para la ampliación de las existentes. El urbanista Nestor Goulart Reis, en una entrevista al periódico O Estado de S. Paulo, declaró en el 2008 que "en los últimos setenta años, el lugar se convirtió en una suma de retazos con medidas apenas puntuales" y que "nunca hubo un proyecto para todo el parque que fuera puesto en práctica".  Entre todos los cambios que el parque sufrió en la segunda mitad del siglo XX, sólo el sistema vial fue privilegiado.
Con la migración de las clases altas del centro hacia otros barrios, luego de la primera mitad del siglo XX, el parque pasó a ser considerado la línea divisoria entre la "riqueza de la parte noble de la capital" y la zona este, la "ciudad de los trabajadores", en metáfora citada por O Estado.